# Polyphagus laevis
Polyphagus laevis är en svampart som beskrevs av A.F. Bartsch 1945. Polyphagus laevis ingår i släktet Polyphagus och familjen Chytridiaceae.   Inga underarter finns listade i Catalogue of Life.